# Gira Soy

## Lista de canciones
Repertorio 2012:
1. Soy
2. Como sueñan las sirenas
3. Ya no te quiero
4. La fuerza del destino
5. Los amantes
6. Mujer contra mujer
7. Partir
8. Cruz de navajas
9. Tu habitación helada
10. Quién dice
11. Veinte mariposas
12. Ay, qué pesado
13. Medley de Mecano: (Quédate en Madrid, Sentía, Naturaleza muerta, Aire)
14. Duele el amor
15. Un año más
16. Sonrisa
17. Hijo de la Luna
18. A contratiempo
19. El 7 de septiembre
20. No me canso
21. Maquillaje
22. Me colé en una fiesta
23. Barco a Venus
24. Me cuesta tanto olvidarte

## Fechas
| Europa                   |                 |        |                                   |
| 14 de agosto de 2011     | Cantabria       | España | Plaza de Toros                    |
| 19 de septiembre de 2011 | Zacatecas       | México | Foro de Zacatecas                 |
| 13 de octubre de 2011    | Durango         | México | Festival Cultural Revueltas       |
| 11 de noviembre de 2011  | Castellón       | España | Auditorio de Castellón            |
| 3 de marzo de 2012       | Roquetas de Mar | España | Auditorio Roquetas de Mar         |
| 20 de marzo de 2012      | Granada         | España | Palacio de Congresos              |
| 4 de mayo de 2012        | Madrid          | España | Teatro Circo Pride                |
| 6 de mayo de 2012        | Bilbao          | España | Teatro Arriga                     |
| 10 de mayo de 2012       | Barcelona       | España | Palau de la Musica                |
| 17 de mayo de 2012       | Valencia        | España | Palacio de Congresos              |
| 26 de mayo de 2012       | Zaragoza        | España | Sala Morat                        |
| 10 de junio de 2012      | Tenerife        | España | Sala Sinfónica del Auditorio Adan |
| 24 de junio de 2012      | Málaga          | España | Auditorio Municipal de Málaga     |
| 7 de julio de 2012       | Valladolid      | España | Patio de la Feria de Valladolid   |
| 25 de julio de 2012      | Santander       | España | Campa de la Magdalena             |

- 11 de noviembre de 2011 Castellón Auditorio de Castellón  España
- 3 de marzo de 2012 Almería - Auditorio de Roquetas de Mar  España
- 20 de marzo de 2012 Granada - Palacio de Congresos  España
- 4 de mayo de 2012 Madrid - Teatro Circo Price  España
- 6 de mayo de 2012 Bilbao - Teatro Arriaga  España
- 10 de mayo de 2012 Barcelona - Palau de la Música  España
- 17 de mayo de 2012 Valencia - Palacio de Congresos  España
- 26 de mayo de 2012 Zaragoza - Sala Mozart  España
- 10 de junio de 2012 Tenerife - Sala Sinfónica del Auditorio Adán Martín  España
- 24 de junio de 2012 Málaga - Feria de Alhaurín de la Torre  España
- 7 de julio de 2012 Valladolid - Patio de la Feria de Valladolid  España
- 25 de julio de 2012 Santander - Campa de la Magdalena  España
- 21 de agosto de 2012 Bilbao - Espacio Karola  España
- 24 de agosto de 2012 Ferrol - Plaza de España  España
- 25 de agosto de 2012 Antequera - Plaza de Ayuntamiento de Antequera  España
- 8 de septiembre de 2012 Costa Rica - Costa Rica Estadio Saprissa  Costa Rica
- 14 de septiembre de 2012 Móstoles - Plaza de Ayuntamiento de Móstoles  España
- 15 de septiembre de 2012 Oviedo - Plaza de la Catedral de Oviedo  España
- 6 de octubre de 2012 Zaragoza - Auditorio Batel  España
- 10 de noviembre de 2012 Ciudad de México - Teatro Metropólitan  México
- 11 de noviembre de 2012 Monterrey - Auditorio Banamex  México
- 14 de noviembre de 2012 Guadalajara - Teatro Diana  México
- 12 de octubre de 2013 Ensenada - Hotel Coral Marina  México
- 22 de enero de 2014 - Coquimbo - Casino Enjoy  Chile
- 23 de enero de 2014 - Antofagasta - Casino Enjoy  Chile
- 24 de enero de 2014 - Los Andes - Teatro Los Andes  Chile
- 25 de enero de 2014 - Viña Del Mar - Auditorio de Viña del Mar  Chile
- 14 de febrero de 2014 San José - Teatro Aditorio  Costa Rica

- Datos: Q25407884